# Щильско
Щильско — деревня в Дновском районе Псковской области России.  Входит в городское поселение Дно.
Расположена на северо-восточной окраине города Дно.

## Население
| 2001 | 2002 | 2010 |
| ---- | ---- | ---- |
| 78   | ↘61  | ↘44  |

Численность населения деревни на 2000 год составляла 78 жителей, на 2011 год — 90 жителей.

## История
До 2005 года деревня входила в состав Замошской волости (с центром в д. Лукомо), с 2006 до 2015 года — в состав Лукомской волости.